# Marcin Lichtański
Marcin Lichtański (ur. 1974) – polski trener koszykarski.
27 maja 2019 został trenerem Polpharmy Starogard Gdański. 20 października opuścił klub.

## Osiągnięcia
Drużynowe
- Wicemistrzostwo Polski juniorów (2007)[3]
- Udział w mistrzostwach Europy:
  - U–18 (2012 – 16. miejsce)
  - U–16 (2009 – 4. miejsce, 2010 – 11. miejsce)¹

Indywidualne
- Trener roku: 
  - grupy D II ligi (2023)[4]
  - Pomorskiego Okręgowego Związku Koszykówki (2013)[5]

¹ – jako asystent